# 小行星列表/114901-115000
| 名稱               | 臨時編號  | 發現日期      | 發現地點           | 發現者                               |
| ------------------ | --------- | ------------- | ------------------ | ------------------------------------ |
| 小行星114901       | 2003 QK25 | 2003年8月22日 | 帕洛马山           | 近地小行星追踪                       |
| 小行星114902       | 2003 QN25 | 2003年8月22日 | 帕洛马山           | 近地小行星追踪                       |
| 小行星114903       | 2003 QW25 | 2003年8月22日 | 帕洛马山           | 近地小行星追踪                       |
| 小行星114904       | 2003 QX25 | 2003年8月22日 | 帕洛马山           | 近地小行星追踪                       |
| 小行星114905       | 2003 QX26 | 2003年8月22日 | 海勒卡拉           | 近地小行星追踪                       |
| 小行星114906       | 2003 QH27 | 2003年8月23日 | 帕洛马山           | 近地小行星追踪                       |
| 小行星114907       | 2003 QK27 | 2003年8月23日 | 帕洛马山           | 近地小行星追踪                       |
| 小行星114908       | 2003 QO27 | 2003年8月23日 | 索科罗             | 林肯近地小行星研究小组               |
| 小行星114909       | 2003 QD28 | 2003年8月20日 | 帕洛马山           | 近地小行星追踪                       |
| 小行星114910       | 2003 QA29 | 2003年8月24日 | Emerald Lane       | L. Ball                              |
| 小行星114911       | 2003 QR30 | 2003年8月23日 | 索科罗             | 林肯近地小行星研究小组               |
| 小行星114912       | 2003 QS30 | 2003年8月23日 | 索科罗             | 林肯近地小行星研究小组               |
| 小行星114913       | 2003 QG33 | 2003年8月22日 | 索科罗             | 林肯近地小行星研究小组               |
| 小行星114914       | 2003 QO34 | 2003年8月22日 | 帕洛马山           | 近地小行星追踪                       |
| 小行星114915       | 2003 QU34 | 2003年8月22日 | 帕洛马山           | 近地小行星追踪                       |
| 小行星114916       | 2003 QF36 | 2003年8月22日 | 索科罗             | 林肯近地小行星研究小组               |
| 小行星114917       | 2003 QW36 | 2003年8月22日 | 索科罗             | 林肯近地小行星研究小组               |
| 小行星114918       | 2003 QX36 | 2003年8月22日 | 索科罗             | 林肯近地小行星研究小组               |
| 小行星114919       | 2003 QQ38 | 2003年8月22日 | 索科罗             | 林肯近地小行星研究小组               |
| 小行星114920       | 2003 QX38 | 2003年8月22日 | 索科罗             | 林肯近地小行星研究小组               |
| 小行星114921       | 2003 QA39 | 2003年8月22日 | 索科罗             | 林肯近地小行星研究小组               |
| 小行星114922       | 2003 QB40 | 2003年8月22日 | 索科罗             | 林肯近地小行星研究小组               |
| 小行星114923       | 2003 QL40 | 2003年8月22日 | 索科罗             | 林肯近地小行星研究小组               |
| 小行星114924       | 2003 QL41 | 2003年8月22日 | 索科罗             | 林肯近地小行星研究小组               |
| 小行星114925       | 2003 QX41 | 2003年8月22日 | 索科罗             | 林肯近地小行星研究小组               |
| 小行星114926       | 2003 QW42 | 2003年8月22日 | 索科罗             | 林肯近地小行星研究小组               |
| 小行星114927       | 2003 QZ42 | 2003年8月22日 | 帕洛马山           | 近地小行星追踪                       |
| 小行星114928       | 2003 QB43 | 2003年8月22日 | 帕洛马山           | 近地小行星追踪                       |
| 小行星114929       | 2003 QU43 | 2003年8月22日 | 海勒卡拉           | 近地小行星追踪                       |
| 小行星114930       | 2003 QH44 | 2003年8月23日 | 帕洛马山           | 近地小行星追踪                       |
| 小行星114931       | 2003 QG45 | 2003年8月23日 | 索科罗             | 林肯近地小行星研究小组               |
| 小行星114932       | 2003 QM45 | 2003年8月23日 | 帕洛马山           | 近地小行星追踪                       |
| 小行星114933       | 2003 QZ45 | 2003年8月23日 | 索科罗             | 林肯近地小行星研究小组               |
| 小行星114934       | 2003 QX47 | 2003年8月20日 | 帕洛马山           | 近地小行星追踪                       |
| 小行星114935       | 2003 QF50 | 2003年8月22日 | 帕洛马山           | 近地小行星追踪                       |
| 小行星114936       | 2003 QH51 | 2003年8月22日 | 帕洛马山           | 近地小行星追踪                       |
| 小行星114937       | 2003 QP51 | 2003年8月23日 | 帕洛马山           | 近地小行星追踪                       |
| 小行星114938       | 2003 QW51 | 2003年8月23日 | 帕洛马山           | 近地小行星追踪                       |
| 小行星114939       | 2003 QB52 | 2003年8月23日 | 帕洛马山           | 近地小行星追踪                       |
| 小行星114940       | 2003 QH52 | 2003年8月23日 | 索科罗             | 林肯近地小行星研究小组               |
| 小行星114941       | 2003 QB53 | 2003年8月23日 | 索科罗             | 林肯近地小行星研究小组               |
| 小行星114942       | 2003 QJ53 | 2003年8月23日 | 索科罗             | 林肯近地小行星研究小组               |
| 小行星114943       | 2003 QT53 | 2003年8月23日 | 索科罗             | 林肯近地小行星研究小组               |
| 小行星114944       | 2003 QU53 | 2003年8月23日 | 索科罗             | 林肯近地小行星研究小组               |
| 小行星114945       | 2003 QO54 | 2003年8月23日 | 索科罗             | 林肯近地小行星研究小组               |
| 小行星114946       | 2003 QQ54 | 2003年8月23日 | 索科罗             | 林肯近地小行星研究小组               |
| 小行星114947       | 2003 QR54 | 2003年8月23日 | 索科罗             | 林肯近地小行星研究小组               |
| 小行星114948       | 2003 QU54 | 2003年8月23日 | 索科罗             | 林肯近地小行星研究小组               |
| 小行星114949       | 2003 QX54 | 2003年8月23日 | 索科罗             | 林肯近地小行星研究小组               |
| 小行星114950       | 2003 QC55 | 2003年8月23日 | 索科罗             | 林肯近地小行星研究小组               |
| 小行星114951       | 2003 QL55 | 2003年8月23日 | 索科罗             | 林肯近地小行星研究小组               |
| 小行星114952       | 2003 QA57 | 2003年8月23日 | 索科罗             | 林肯近地小行星研究小组               |
| 小行星114953       | 2003 QD57 | 2003年8月23日 | 索科罗             | 林肯近地小行星研究小组               |
| 小行星114954       | 2003 QE57 | 2003年8月23日 | 索科罗             | 林肯近地小行星研究小组               |
| 小行星114955       | 2003 QF57 | 2003年8月23日 | 索科罗             | 林肯近地小行星研究小组               |
| 小行星114956       | 2003 QG59 | 2003年8月23日 | 索科罗             | 林肯近地小行星研究小组               |
| 小行星114957       | 2003 QB60 | 2003年8月23日 | 索科罗             | 林肯近地小行星研究小组               |
| 小行星114958       | 2003 QO60 | 2003年8月23日 | 索科罗             | 林肯近地小行星研究小组               |
| 小行星114959       | 2003 QQ60 | 2003年8月23日 | 索科罗             | 林肯近地小行星研究小组               |
| 小行星114960       | 2003 QZ60 | 2003年8月23日 | 索科罗             | 林肯近地小行星研究小组               |
| 小行星114961       | 2003 QD61 | 2003年8月23日 | 索科罗             | 林肯近地小行星研究小组               |
| 小行星114962       | 2003 QM61 | 2003年8月23日 | 索科罗             | 林肯近地小行星研究小组               |
| 小行星114963       | 2003 QN61 | 2003年8月23日 | 索科罗             | 林肯近地小行星研究小组               |
| 小行星114964       | 2003 QQ61 | 2003年8月23日 | 索科罗             | 林肯近地小行星研究小组               |
| 小行星114965       | 2003 QR61 | 2003年8月23日 | 索科罗             | 林肯近地小行星研究小组               |
| 小行星114966       | 2003 QY61 | 2003年8月23日 | 索科罗             | 林肯近地小行星研究小组               |
| 小行星114967       | 2003 QM62 | 2003年8月23日 | 索科罗             | 林肯近地小行星研究小组               |
| 小行星114968       | 2003 QO62 | 2003年8月23日 | 索科罗             | 林肯近地小行星研究小组               |
| 小行星114969       | 2003 QQ62 | 2003年8月23日 | 索科罗             | 林肯近地小行星研究小组               |
| 小行星114970       | 2003 QS62 | 2003年8月23日 | 索科罗             | 林肯近地小行星研究小组               |
| 小行星114971       | 2003 QX62 | 2003年8月23日 | 索科罗             | 林肯近地小行星研究小组               |
| 小行星114972       | 2003 QV63 | 2003年8月23日 | 索科罗             | 林肯近地小行星研究小组               |
| 小行星114973       | 2003 QZ63 | 2003年8月23日 | 索科罗             | 林肯近地小行星研究小组               |
| 小行星114974       | 2003 QA64 | 2003年8月23日 | 索科罗             | 林肯近地小行星研究小组               |
| 小行星114975       | 2003 QD64 | 2003年8月23日 | 索科罗             | 林肯近地小行星研究小组               |
| 小行星114976       | 2003 QL64 | 2003年8月23日 | 索科罗             | 林肯近地小行星研究小组               |
| 小行星114977       | 2003 QQ64 | 2003年8月23日 | 索科罗             | 林肯近地小行星研究小组               |
| 小行星114978       | 2003 QS64 | 2003年8月23日 | 索科罗             | 林肯近地小行星研究小组               |
| 小行星114979       | 2003 QV64 | 2003年8月23日 | 索科罗             | 林肯近地小行星研究小组               |
| 小行星114980       | 2003 QY64 | 2003年8月23日 | 索科罗             | 林肯近地小行星研究小组               |
| 小行星114981       | 2003 QZ64 | 2003年8月23日 | 帕洛马山           | 近地小行星追踪                       |
| 小行星114982       | 2003 QP65 | 2003年8月25日 | 帕洛马山           | 近地小行星追踪                       |
| 小行星114983       | 2003 QC66 | 2003年8月22日 | 索科罗             | 林肯近地小行星研究小组               |
| 小行星114984       | 2003 QL66 | 2003年8月22日 | 索科罗             | 林肯近地小行星研究小组               |
| 小行星114985       | 2003 QH67 | 2003年8月23日 | 索科罗             | 林肯近地小行星研究小组               |
| 小行星114986       | 2003 QO67 | 2003年8月24日 | 索科罗             | 林肯近地小行星研究小组               |
| 小行星114987Tittel | 2003 QW68 | 2003年8月26日 | 马特劳山           | Piszkéstető、K. Sárneczky、B. Sipőcz |
| 小行星114988       | 2003 QP69 | 2003年8月24日 | 索科罗             | 林肯近地小行星研究小组               |
| 小行星114989       | 2003 QQ69 | 2003年8月24日 | 索科罗             | 林肯近地小行星研究小组               |
| 小行星114990Szeidl | 2003 QV69 | 2003年8月26日 | 马特劳山           | Piszkéstető、K. Sárneczky、B. Sipőcz |
| 小行星114991Balázs | 2003 QY69 | 2003年8月26日 | 马特劳山           | K. Sárneczky、B. Sipőcz              |
| 小行星114992       | 2003 QG70 | 2003年8月20日 | 贝尔吉施格拉德巴赫 | 沃尔夫·比克尔                        |
| 小行星114993       | 2003 QK70 | 2003年8月24日 | 贝尔吉施格拉德巴赫 | W. Bickel                            |
| 小行星114994       | 2003 QP70 | 2003年8月23日 | 索科罗             | 林肯近地小行星研究小组               |
| 小行星114995       | 2003 QY71 | 2003年8月25日 | 帕洛马山           | 近地小行星追踪                       |
| 小行星114996       | 2003 QL72 | 2003年8月23日 | 帕洛马山           | 近地小行星追踪                       |
| 小行星114997       | 2003 QA73 | 2003年8月24日 | 索科罗             | 林肯近地小行星研究小组               |
| 小行星114998       | 2003 QD74 | 2003年8月24日 | 索科罗             | 林肯近地小行星研究小组               |
| 小行星114999       | 2003 QR74 | 2003年8月24日 | 索科罗             | 林肯近地小行星研究小组               |
| 小行星115000       | 2003 QD75 | 2003年8月24日 | 索科罗             | 林肯近地小行星研究小组               |